# Nototriton abscondens
Espèce
Synonymes
- Chiropterotriton abscondens Taylor, 1948

Statut de conservation UICN

 LC  : Préoccupation mineure
Nototriton abscondens est une espèce d'urodèles de la famille des Plethodontidae.

## Répartition
Cette espèce est endémique du centre du Costa Rica. Elle se rencontre entre 1 010 et 2 500 m d'altitude dans la cordillère de Tilarán et la cordillère Centrale.

## Publication originale
- Taylor, 1948 : New Costa Rican salamanders. Proceedings of the Biological Society of Washington, vol. 61, p. 177-180 (texte intégral).